# Reigate and Banstead
Reigate and Banstead es un distrito no metropolitano con el estatus de municipio, ubicado en el condado de Surrey (Inglaterra). Fue constituido el 1 de abril de 1974 bajo la Ley de Gobierno Local de 1972 como una fusión del antiguo municipio de Reigate, el distrito urbano de Banstead y parte del distrito rural de Dorking and Horley.

## Geografía
Según la Oficina Nacional de Estadística británica, Reigate and Banstead tiene una superficie de 129,13 km².

## Demografía
Según el censo de 2001, Reigate and Banstead tenía 126 523 habitantes (49,08% varones, 50,92% mujeres) y una densidad de población de 979,81 hab/km². El 19,89% eran menores de 16 años, el 71,92% tenían entre 16 y 74, y el 8,19% eran mayores de 74. La media de edad era de 39,35 años. 
Según su grupo étnico, el 94,97% de los habitantes eran blancos, el 1,23% mestizos, el 2,16% asiáticos, el 0,87% negros, el 0,42% chinos, y el 0,35% de cualquier otro. La mayor parte (91,33%) eran originarios del Reino Unido. El resto de países europeos englobaban al 3,34% de la población, mientras que el 1,63% había nacido en África, el 2,28% en Asia, el 0,72% en América del Norte, el 0,18% en América del Sur, el 0,44% en Oceanía, y el 0,07% en cualquier otro lugar. El cristianismo era profesado por el 73,77%, el budismo por el 0,25%, el hinduismo por el 0,78%, el judaísmo por el 0,25%, el islam por el 1,29%, el sijismo por el 0,11%, y cualquier otra religión por el 0,31%. El 16,12% no eran religiosos y el 7,13% no marcaron ninguna opción en el censo.
El 42,02% de los habitantes estaban solteros, el 43,45% casados, el 1,71% separados, el 6,15% divorciados y el 6,67% viudos. Había 51 694 hogares con residentes, de los cuales el 29,05% estaban habitados por una sola persona, el 7,06% por padres solteros con o sin hijos dependientes, el 61,43% por parejas (51,66% casadas, 9,77% sin casar) con o sin hijos dependientes, y el 2,45% por múltiples personas. Además, había 1067 hogares sin ocupar y 134 eran alojamientos vacacionales o segundas residencias.	

## Hermanamientos
Reigate and Banstead está hermanado con:
- Eschweiler (Alemania)
- Brunoy (Francia)